# Síntesis del tiocarbamato de Riemschneider
La síntesis de tiocarbamatos de Riemschneider es un método de síntesis orgánica en la cual se producen tiocarbamatos aromáticos a partir de un tiocianato aromático. Esta reacción fue reportada por el químico alemán Randolph Riemschneider.
El tiocianato es tratado con ácido sulfúrico y se hidroliza con hielo.